# Kvindelig Læseforening

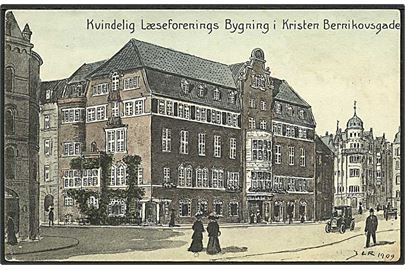
Kvindelig Læseforenings byggnad på Gammel Mønt, 1909.

Kvindelig Læseforening var en dansk förening 1872–1962 med målet att göra litteratur och tidningar lättillgängliga och billiga för kvinnor, oavsett social bakgrund. Föreningen grundades av Sophie Petersen (1837–1874) med den svenska Läsesalong för damer som förebild och fungerade som ett alternativ till männens läseförening, Athenæum. Föreningen var en betydande del av den danska kvinnorättsrörelsen under 1800- och 1900-talen och grundlades endast ett år efter att kvinnorättsorganisationen Dansk Kvindesamfund bildades 1871. Den var också en viktig samlingspunkt för kvinnor, främst bland de borgerliga och bildade kvinnorna i Köpenhamnsområdet.
Föreningens första lokaler fanns på Amagertorv i Köpenhamn och hade vid öppnandet ett bibliotek bestående av 1 007 böcker. Från att Sophie Alberti blev föreningens ordförande 1891 växte antalet medlemmar från cirka 820 medlemmar till omkring 4 600 medlemmar 1918–1919. Föreningen blev därmed den största av sitt slag i hela Europa för tidpunkten. Också bibliotekets storlek växte under samma period och hade vid sekelskiftet omkring 30 000 böcker. Som mest hade biblioteket omkring 74 000 böcker, vilket innefattade både dansk och utländsk litteratur. Biblioteket var dessutom det första i landet som använde det decimalsystem som idag används i alla bibliotek i Danmark.
Föreningen flyttade in i nya lokaler 1910 på Gammel Mønt 1 (ritade av Ulrik Plesner och Aage Langeland-Mathiesen). Dessa såldes 1947 till Det Berlingske Hus och hyser än idag Weekendavisens redaktion. Utöver biblioteksverksamheten arrangerade föreningen även föredrag, konserter och diskussionsmöten. Detta bidrog till att föreningen blev ett centrum för den nordiska kvinnorättsrörelsen. Bland dem som höll föredrag här fanns Selma Lagerlöf, Camilla Collett, Victoria Benedictsson och Ellen Key. Bland de män som höll föredrag i föreningens lokaler fanns Bjørnstjerne Bjørnson, Georg Brandes, Henrik Ibsen och Herman Bang.
Bland Kvindelig Læseforenings mer kända medlemmar fanns bland andra Nathalie Zahle, Agnes Slott-Møller, Emma Gad, Erna Juel-Hansen, Marie Krøyer, Ingeborg Hansen och Mary Westenholz. Även många kvinnliga kommunpolitiker var medlemmar föreningen under 1900-talets första hälft. Tre av de första fyra kvinnorna som valdes in i Folketinget 1918 var också medlemmar och kvinnor från Det Konservative Folkeparti och Det Radikale Venstre kom att dominera bland föreningens politiskt engagerade medlemmar. I samband med att folkbiblioteken (da: folkebibliotekerne) upprättades i hela landet från 1930-talet och ökade tillgängligheten av litteratur och tidskrifter för alla oavsett bakgrund minskade antalet medlemmar i Kvindelig Læseforening. Föreningen lades ned 1962.

## Ordförande (ofullständig)
- Charlotte Klein (1872–1874)
- Benedicte Arnesen Kall (1874–1875)
- Kirstine Frederiksen (1875–1879)
- Ragnhild Goldschmidt (1881–1890)
- Ida Falbe-Hansen (1890–1891)
- Sophie Alberti (1891–1929)
- Mathilde Malling Hauschultz (1929)
- Fritze Teisen (1930–1935)
- Else Zeuthen (1935–1945)